# Unité urbaine de Marvejols
L'unité urbaine de Marvejols est une unité urbaine française qui fait partie du département de la Lozère et de la région Occitanie.

## Données générales
En 2010, selon l'Insee, l'unité urbaine de Marvejols est composée de deux communes, toutes les deux situées dans le département de la Lozère, plus précisément dans l'arrondissement de Mende.
En 2020, à la suite d'un nouveau zonage, elle est composée des deux mêmes communes.
En 2022, avec 5 920 habitants, elle représente la 2e unité urbaine du département de la Lozère.
En 2022, sa densité de population s'élève à 179 hab/km2. Par sa superficie, elle représente 0,64 % du territoire départemental et, par sa population, elle regroupe 7,74 % de la population du département de la Lozère.

## Composition 2020 de l'unité urbaine
L'unité urbaine de Marvejols est composée des deux communes suivantes :
| Nom                      | Code Insee | Département | Statut       | Superficie (km2) | Population (dernière pop. légale) | Densité (hab./km2) | Modifier                                    |
| ------------------------ | ---------- | ----------- | ------------ | ---------------- | --------------------------------- | ------------------ | ------------------------------------------- |
| Marvejols (ville-centre) | 48092      | Lozère      | ville-centre | 12,45            | 4 752 (2022)                      | 382                | modifier les données · modifier les données |
| Montrodat                | 48103      | Lozère      | banlieue     | 20,65            | 1 168 (2022)                      | 57                 | modifier les données · modifier les données |

## Évolution démographique
| 1968  | 1975  | 1982  | 1990  | 1999  | 2006  | 2011  | 2016  | 2022  |
| ----- | ----- | ----- | ----- | ----- | ----- | ----- | ----- | ----- |
| 4 726 | 5 898 | 6 518 | 6 444 | 6 485 | 6 304 | 6 183 | 6 007 | 5 920 |

## Pour approfondir

#### Données générales
- Unité urbaine en France
- Aire d'attraction d'une ville
- Liste des unités urbaines de France

#### Données démographiques en rapport avec l'unité urbaine de Marvejols
- Aire d'attraction de Marvejols
- Arrondissement de Mende

#### Données démographiques en rapport avec la Lozère
- Démographie de la Lozère